# Troodos-Eidechse
Die Troodos-Eidechse (Phoenicolacerta troodica), auch Zypern-Eidechse, Troodos-Mauereidechse oder Troodos-Felseneidechse, gehört zur Klasse der Kriechtiere (Reptilia), der Familie der Echten Eidechsen (Lacertidae) und zur Gattung Phoenicolacerta. Sie ist auf Zypern endemisch.
Der wissenschaftliche Name der Art wurde erstmals 1936 von Franz Werner vorgeschlagen. Ursprünglich wurde der Name Lacerta laevis troodica verwendet. Früher war es eine Unterart von Phoenicolacerta laevis, jedoch wird es heute aufgrund ihres isolierten Verbreitungsgebiets als eigenständige Art betrachtet.

## Merkmale
Seine Länge beträgt bis zu 22 cm, wobei die Männchen etwas größer sind als die Weibchen. Die Schwanzlänge beträgt das 2–2,3-fache der Körperlänge. Die Rückenfärbung ist für gewöhnlich graubraun bis grünbraun mit dunkelbraunen bis schwarzen Flecken. An den Seiten sind zwei dunkelbraune Streifen erkennbar mit einem weißen Streifen dazwischen. Sie erstrecken sich vom Kopf bis einschließlich des Schwanzes. Der Bauch ist normalerweise weiß bis gelblich.
Der Bauch färbt sich zur Paarungszeit orange-rot bis rot.

## Verbreitung
Die Art kommt ausschließlich auf der Mittelmeerinsel Zypern vor. Obwohl der wissenschaftliche Name etwas anderes vermuten lässt, lebt die Troodos-Eidechse nicht nur im Troodos-Gebirge, sondern ist auf der gesamten Insel bis hin zu den städtischen Gebieten an der Küste weit verbreitet. Das Verbreitungsgebiet umfasst dennoch weniger als 20.000 Quadratkilometer. Ihre Höhenverbreitung geht bis 1200 m ü. NN.

## Lebensraum und Lebensweise
Die Troodos-Eidechse lebt in offenen, steinigen und trockenen Umgebungen wie Mauern und Waldrändern mit etwas Vegetation, aber auch in Feuchtgebieten und Stauseen, wobei sie sogar schwimmen kann, wenn sie ins Wasser fällt. Diese Eidechse gedeiht auch in Kulturlandschaften wie an Gartenmauern sowie in Weinbergen und Gärtnereien und scheut den Menschen nicht, solange dieser nicht in die Nähe kommt. Auf dem Speiseplan der Troodos-Eidechse stehen kleine wirbellose Tiere wie Insekten. Die Weibchen legen Eier am Boden ab.